# Dvor Otok, Šentjernej
Dvor Otok (nemško Gutenwerde) je stal v naselju Hrvaški Brod v Občini Šentjernej.
EŠD: Neregistrirano območje
Koordinati: 45°52'25,2" N 15°21'6,36" E

## Zgodovina
Leta 1473 so Turki dokončno uničili trg Gutenwerth in so preživeli prebivalci prebegnili na drugo stran reke Krke in ob stolpastem gradu ustanovili nov istoimenski trg Otok, ki je stal na lokaciji današnje vasi Hrvaški Brod. Ta grad in trg so Turki ponovno napadli leta 1492 in ga opustošili. Iz ruševin tega gradu je bil v 16. stol. pozidan dvor Otok. Leta 1894 je dvor močno poškodoval potres, zato ga je takratni zadnji lastnik, baron Lenkh podrl do tal. Poznejši lastniki dvora so bili baroni Wernegkhi, nato okoli leta 1632 Gašper pl. Jankovič, nato baron Valerij Moscon. Leta 1638 ga je posedovala Sidonija pl. Hohenwart, nato od leta 1650 baron Rudolf Moscon in po letu 1664 Janez Herbert pl. Zetschker. Konec 17. stol. ga je imela v posesti grofica Marija Paradeiser, Nato Janez Franc Wolf, leta 1720 ga je kupila Marija Elizabeta pl. Diennersberg, nato Jurij Ferdinand pl. Rudolphi, baroni Kheyselli, Hallersteini in Auerspergi. Leta 1860 ga je imel v posesti baron Jakob Ferdinand Lenkh, ki ga je podrl.